# بخش کالیکس
بخش کالیکس (به سوئدی: Kalix kommun) یک ناحیه شهرداری در سوئد است که در شهرستان نوربوتن واقع شده‌است.

## خواهرخوانده
شهر Pielavesi خواهرخواندهٔ بخش کالیکس هست.